# Quần thể kim tự tháp Giza
Quần thể kim tự tháp Giza (tiếng Ả Rập: أهرامات الجيزة, IPA: [ʔɑhɾɑˈmɑːt elˈɡiːzæ] "các kim tự tháp Giza") là một địa điểm khảo cổ ở bình nguyên Giza, Giza, ngoại ô thủ đô Cairo, Ai Cập.
Quần thể các di tích cổ này bao gồm 3 khu phức hợp kim tự tháp được gọi là Các kim tự tháp vĩ đại, tượng điêu khắc lớn được biết đến với tên Đại Nhân sư. Nó nằm ở sa mạc phía Tây, khoảng 9 km (5 dặm) về phía tây sông Nile ở thị trấn Giza, và cách trung tâm thành phố Cairo khoảng 13 km.
Các kim tự tháp, trong lịch sử luôn được coi là các biểu tượng của Ai Cập cổ đại trong trí tưởng tượng phương Tây, đã được phổ biến trong thời văn minh Hy Lạp, khi Kim tự tháp được liệt kê bởi Antipater của Sidon là một trong bảy kỳ quan thế giới. Tuy nhiên, chỉ có duy nhất kim tự tháp Giza là nằm trong danh sách bảy kì quan thế giới cổ đại (lý do khiến kim tự tháp Giza đặc biệt hơn so với các kim tự tháp khác: vì đây là kim tự tháp lớn nhất và được bảo quản tốt nhất nhờ vào tính chắc chắn của công trình. Cho đến nay đây là kì quan cổ đại cổ xưa nhất và là kì quan duy nhất vẫn còn tồn tại.

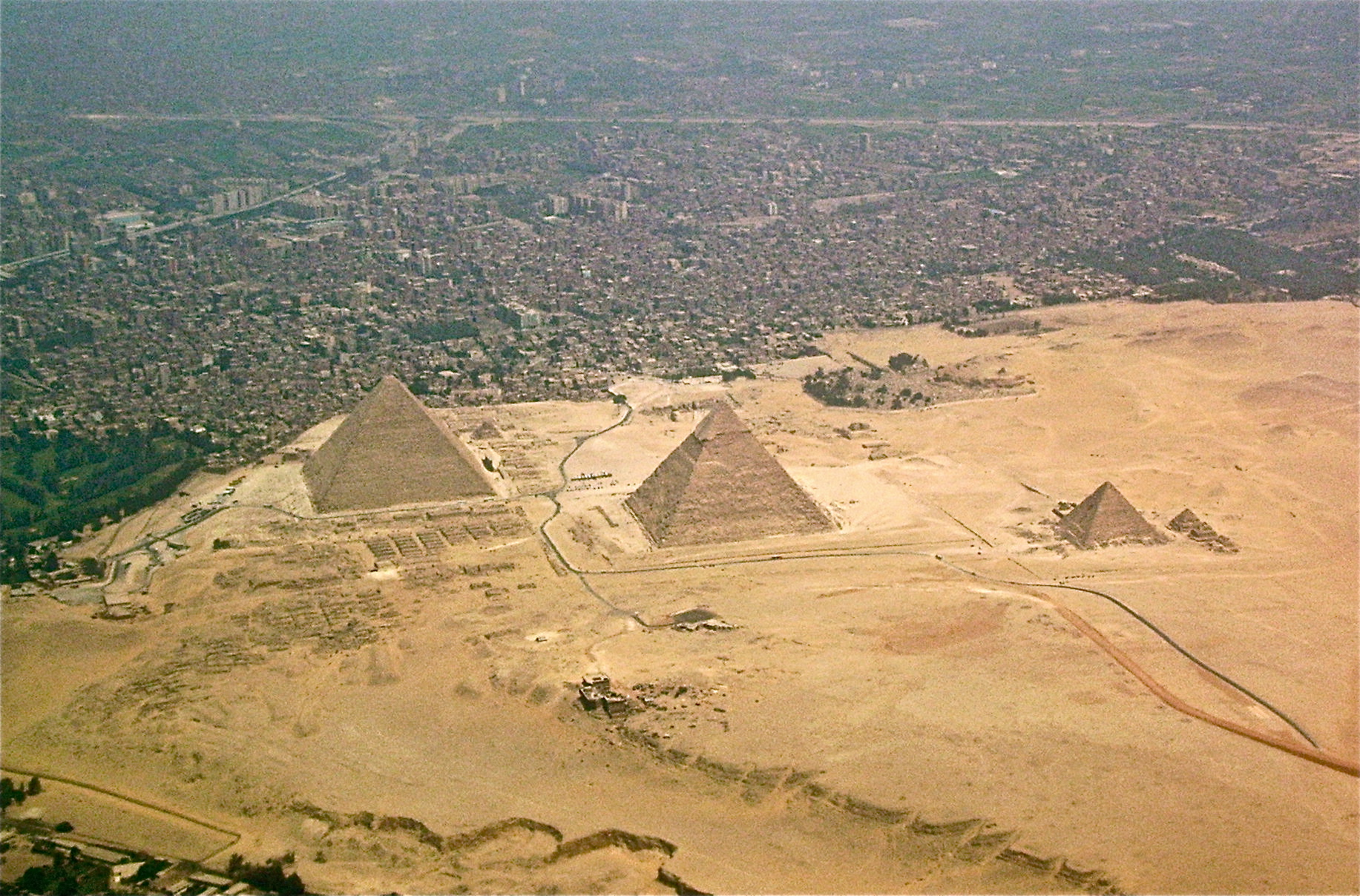
Quang cảnh các Kim tự tháp Giza nhìn từ trên không

## Các kim tự tháp tại Giza
Khu lăng mộ Ai Cập cổ đại này bao gồm các kim tự tháp. Kim tự tháp Khufu (cũng được gọi là Đại kim tự tháp hay Kim tự tháp Kheops, tọa độ 29°58′31,3″B 31°07′52,7″Đ / 29,96667°B 31,11667°Đ), kim tự tháp hơi nhỏ hơn - Kim tự tháp Khafre (hay Chephren tọa độ 29°58′42,6″B 31°08′5″Đ / 29,96667°B 31,13472°Đ) và kim tự tháp nhỏ nhất - Kim tự tháp Menkaure (hay Mykerinus tọa độ 29°58′19,8″B 31°07′43,4″Đ / 29,96667°B 31,11667°Đ), cùng với một số công trình vệ tinh nhỏ khác, được gọi là các kim tự tháp "nữ hoàng", các con đường và các thung lũng kim tự tháp, và đáng chú ý nhất là Đại Nhân sư. Cùng với các lăng mộ hoàng gia đó là các ngôi mộ của các quan chức cao cấp cũng như công trình và lăng mộ khác đời sau này (từ thời Vương triều mới trở về sau) và các đền đài bày tỏ sự sùng kính tới những người được chôn cất tại đó.

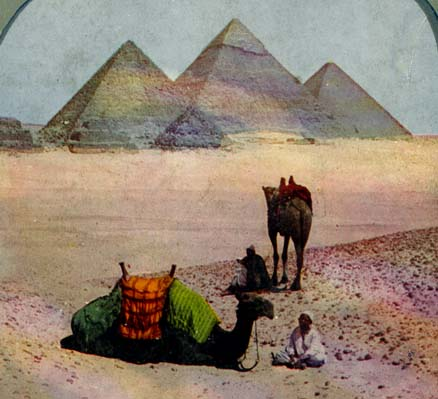
Các kim tự tháp Giza, nhìn từ phía nam vào cuối thế kỷ 19. Từ trái: Kim tự tháp Menkaura, Kim tự tháp Khafre, Đại kim tự tháp Khufu.

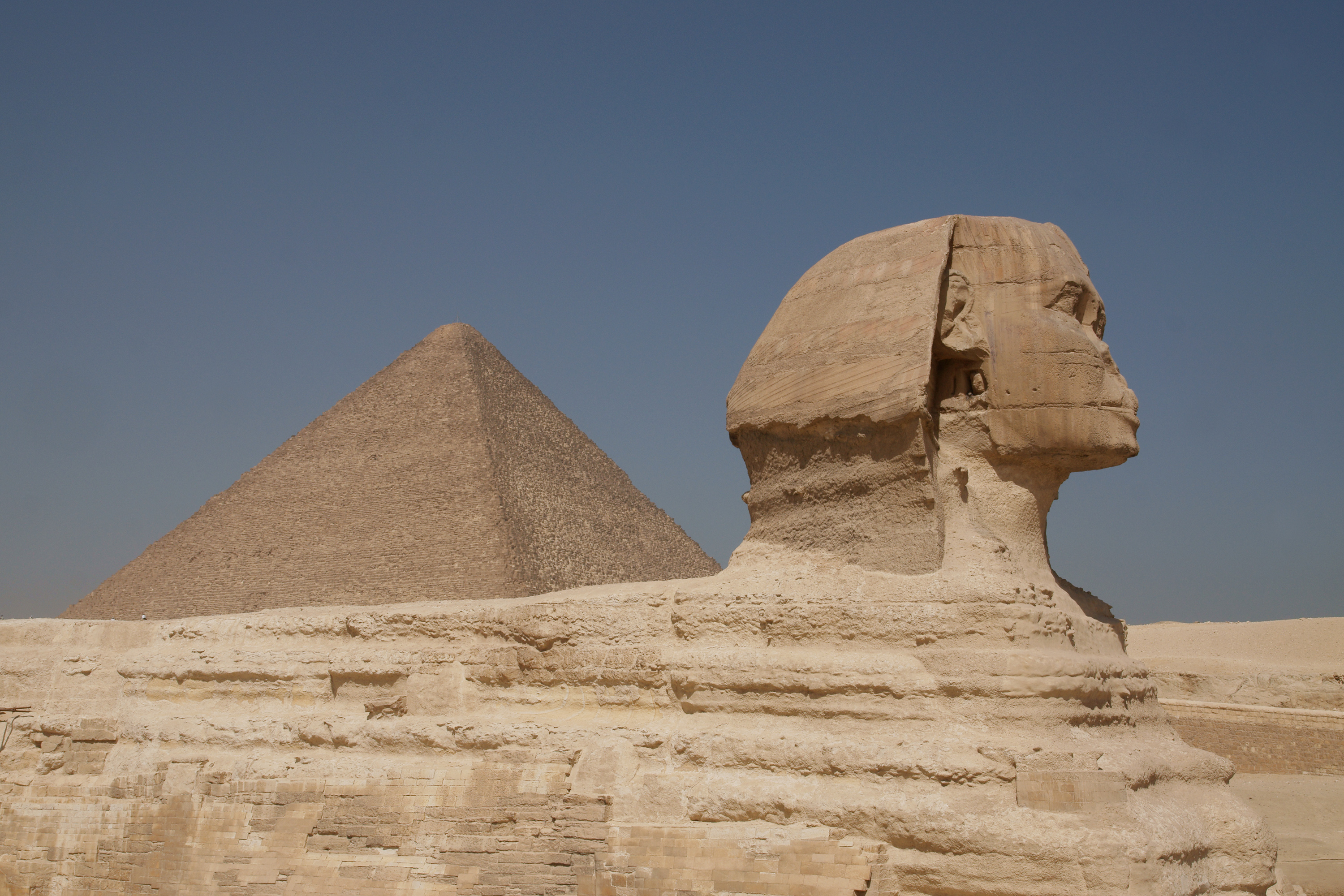
Tượng Đại Nhân sư trước Kim tự tháp Kheops

Trong số ba kim tự tháp đó, chỉ kim tự tháp Khafre còn giữ được một phần lớp đá bóng ốp ngoài, ở trên đỉnh. Cần lưu ý rằng kim tự tháp này trông có vẻ lớn hơn kim tự tháp Khufu ở bên cạnh vì thế đất cao nơi nó được xây dựng, và góc nghiêng xây dựng lớn hơn – trên thực tế, nó nhỏ hơn cả về trọng lượng và khối lượng.
Giai đoạn xây dựng nhộn nhịp nhất ở đây diễn ra khoảng thế kỷ thứ 25 TCN.
.

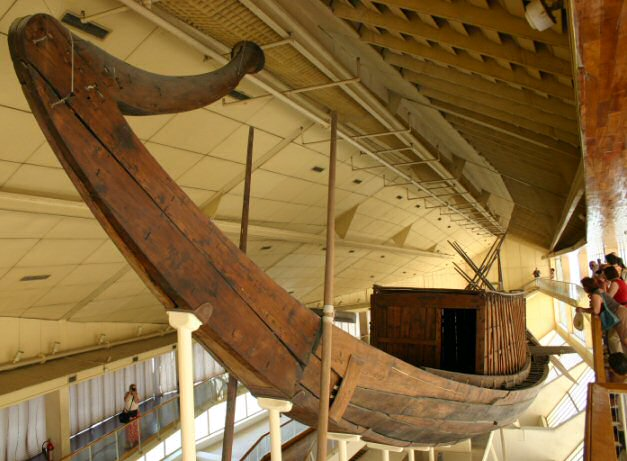
Thuyền Khufu

Những di tích cổ còn lại của khu lăng mộ Giza đã thu hút rất nhiều khách du lịch từ thời cổ đại, khi các công trình thời Cổ vương quốc đó đã có hơn 2.000 năm tuổi. Nó đã trở nên nổi tiếng trong đại chúng từ thời Hy Lạp cổ đại khi Đại kim tự tháp được Antipater xứ Sidon liệt vào danh sách Bảy kỳ quan thế giới cổ đại. Ngày nay đây là Kỳ quan cổ đại duy nhất còn tồn tại.
Phần lớn vì các hình ảnh ở thế kỷ 19, các kim tự tháp Giza được người nước ngoài cho là nằm ở một nơi xa xôi trong sa mạc, dù chúng hiện thuộc một trong những thành phố đông đúc nhất ở châu Phi.  Lưu trữ ngày 8 tháng 7 năm 2016 tại Wayback Machine Vì thế, sự phát triển đô thị đã lan thẳng tới vành đai địa điểm cổ đại, tới mức trong thập niên 1990 một tiệm Pizza và một nhà hàng Gà rán Kentucky đã được mở cửa trên con đường dẫn tới đó.  Lưu trữ ngày 27 tháng 9 năm 2007 tại Wayback Machine 
Các địa điểm cổ đại tại vùng Memphis gồm các địa điểm tại Giza, cùng với các địa điểm tại Saqqara, Dahshur, Abu Ruwaysh, và Abusir, được tuyên bố chung là một Địa điểm di sản Thế giới năm 1979 .

## Các công trình chính

Bản đồ khu Kim tự tháp Giza.

- Kim tự tháp Khufu ("Đại kim tự tháp", "Cheops")
- Kim tự tháp Khafre ("Chephren")
- Kim tự tháp Menkaure (""Mycerinus")
- Đại Nhân sư
- Con tàu Khufu

## Các giả thuyết khác

### Liên quan tới chòm sao Orion

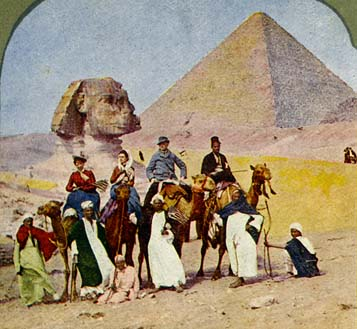
Các khách du lịch thế kỷ 19 trước tượng Nhân sư. Nhìn từ phía Đông Nam, Đại kim tự tháp ở phía sau.

Dù những giả thuyết do Robert Bauval đưa ra nói chung bị các nhà khảo cổ học (Lehner 1997) và các nhà sử học coi là một hình thức giả khoa học, Robert Bauval và Adrian Gilbert (1994) đã đề xuất rằng ba kim tự tháp chính tại Giza tạo nên một mô hình trên mặt đất hoàn toàn tương tự với mô hình ba dải sao của chòm sao Orion. Sử dụng phần mềm máy tính, họ quay ngược bầu trời Trái Đất về thời cổ đại và nhận thấy sự ‘trùng khớp’ của hình ảnh các kim tự tháp và hình ảnh chòm sao Orion khi nó chạm tới điểm ngoặt ở đáy tiến động lên xuống của thiên đỉnh. Họ tuyên bố sự trùng hợp này là chính xác, và nó đã diễn ra đúng vào năm 10.450 TCN